# Nomeidae

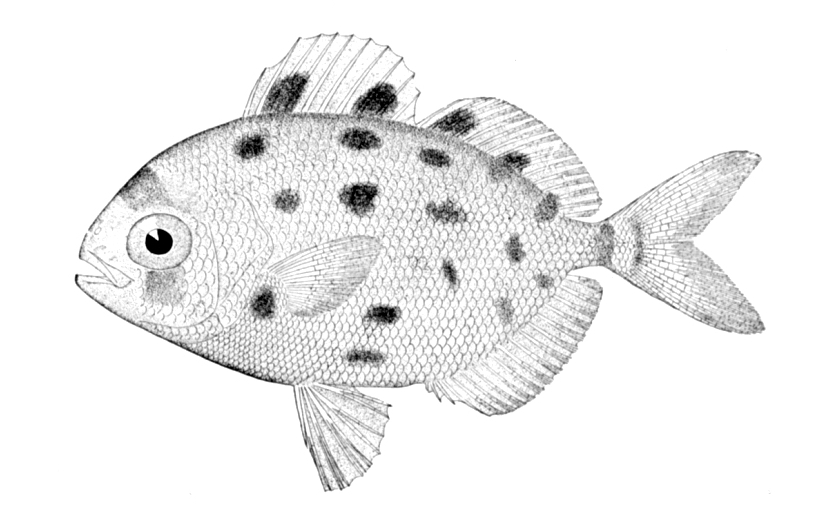
Psenes maculatus

Famille

Les Nomeidae sont une famille de poissons de l'ordre des Scombriformes. 

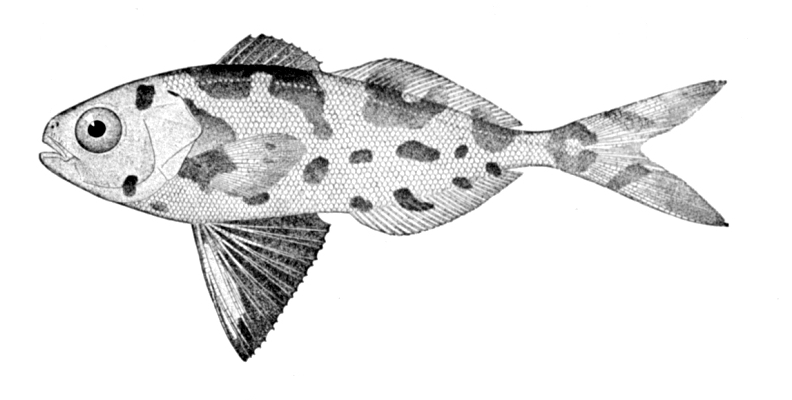
Nomeus gronovii

## Liste des genres
- Cubiceps Lowe, 1843
- Nomeus Cuvier, 1816
- Psenes Valenciennes, 1833